# Vieux-Moulin (Vosges)
Vieux-Moulin ist eine auf 400 Metern über Meereshöhe gelegene Gemeinde im französischen Département Vosges in der Region Grand Est. Sie gehört zum Kanton Raon-l’Étape im Arrondissement Saint-Dié-des-Vosges. Sie grenzt im Norden an La Petite-Raon, im Nordosten an Le Mont, im Osten an Le Puid, im Südosten an Châtas (Berührungspunkt), im Süden an Ménil-de-Senones und im Westen an Senones.

## Geschichte
Am 5. Oktober 1944 wurde der Ort von der Wehrmacht umstellt und 31 Männer wurden vom Einsatzkommando Ernst deportiert. Aus den Konzentrationslagern kamen nur sechs zurück.

## Bevölkerungsentwicklung
| Jahr      | 1962 | 1968 | 1975 | 1982 | 1990 | 1999 | 2008 | 2017 |
| --------- | ---- | ---- | ---- | ---- | ---- | ---- | ---- | ---- |
| Einwohner | 301  | 272  | 286  | 249  | 288  | 290  | 312  | 320  |

## Sehenswürdigkeiten

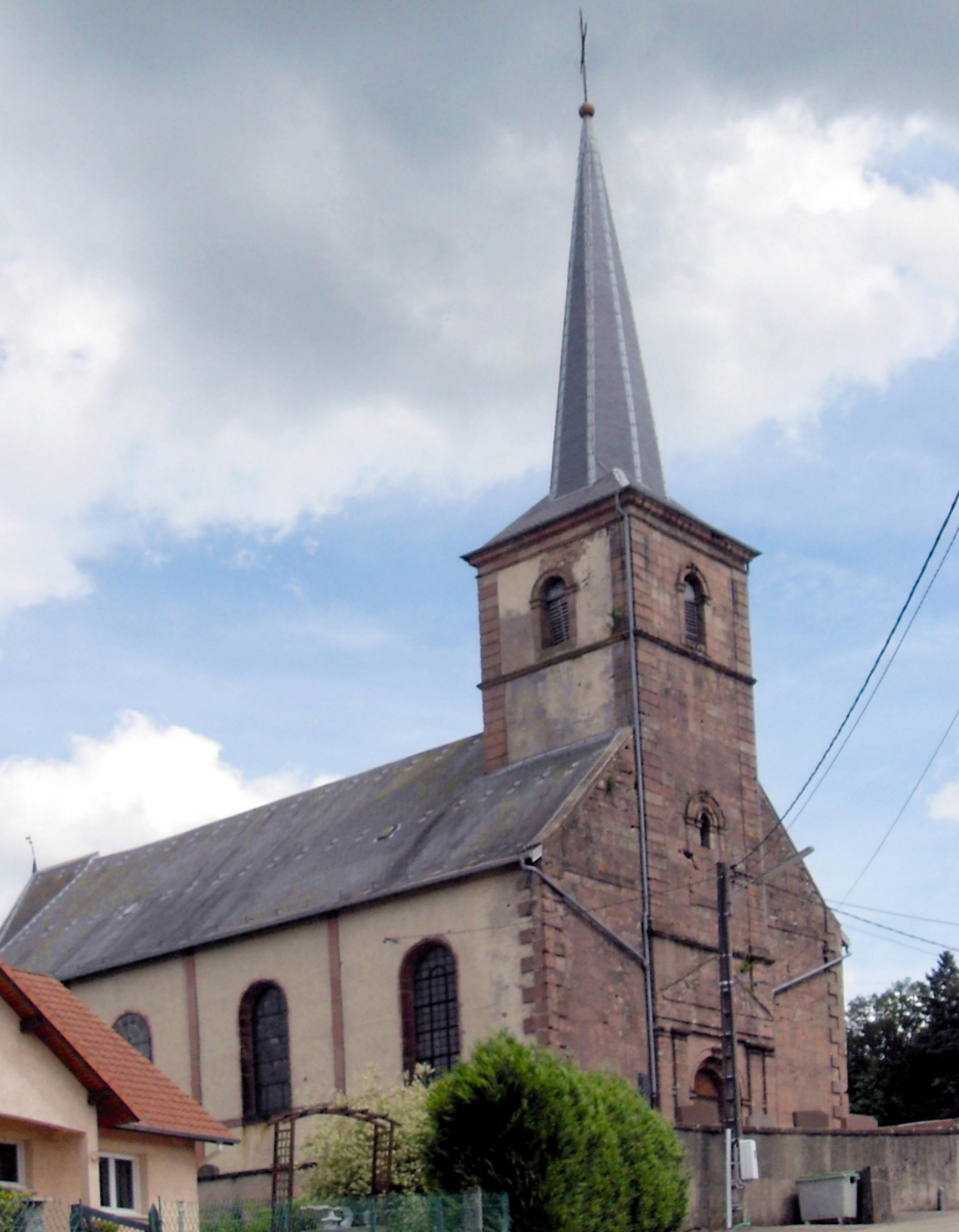
Kirche Saint-Maurice

- Kirche Saint-Maurice